# Ernst Werndl
Ernst Werndl (* 2. November 1886 in Steyr; † 7. Dezember 1962 in Wartberg ob der Aist) war ein österreichischer Ingenieur und Erfinder. Seine Erfindungen betrafen sowohl technische Vorgänge als auch die Aufzeichnung von Ton und Tonfilmen. Während seines mehrjährigen USA-Aufenthalts nach seinem Studium war er unter anderem Assistent von Thomas Alva Edison. Bei Siemens in Berlin war er bei der Entwicklung eines der ersten Tonfilmapparate beteiligt. Ernst Werndl war ein Neffe des Steyrer Industriellen Josef Werndl.

## Leben
Er absolvierte das Stiftsgymnasium Kremsmünster und die Realschule in Steyr, wo er 1904 maturierte. Anschließend studierte er drei Jahre Maschinenbau und Elektrotechnik an der Technischen Universität Wien (TU) und unternahm 1907 eine Studienreise nach Nordamerika. Guten Beziehungen und Fachkenntnissen verdankte er die Möglichkeit, Assistent von Thomas Alva Edison sowie Ernest Fox Nichols an der Columbia University zu werden. Des Weiteren arbeitete er für die Professoren Pierce und Mihajlo Pupin sowie für Lee de Forest. 1910 kehrte Werndl nach Wien zurück, wo er an der TU als Dozent für Elektrotechnik tätig war.
Bei einer Explosion verlor Werndl bereits vor dem Ersten Weltkrieg ein Auge. In besagtem Krieg schließlich war er unter anderem als Kommandant der Großradiostation Brusarci in Bulgarien eingesetzt. Werndl versuchte auch zwei Mal in den Steyr-Werken seines Onkels Fuß zu fassen, stellte sich aber als ungeeignet für einen geregelten Arbeitsbetrieb heraus.
1938 ging Werndl zu Telefunken, wo er als Entwicklungsingenieur tätig war. 1946 wurde er Produktionsleiter beim US-amerikanischen Besatzungsradiosender Rot-Weiß-Rot in Salzburg. Zu Beginn der 1950er Jahre ging Werndl erneut in die Vereinigten Staaten, wo er bis kurz vor seinem Lebensende bei Atomversuchen in New Mexico tätig gewesen sein soll.
Ernst Werndl starb am 7. Dezember 1962 im Altersheim Schloss Haus in Wartberg ob der Aist. Sein Nachlass, der unter anderem Tagebücher – von 1908 bis 1954 in 36 Bänden – enthält, wird im oberösterreichischen Landesarchiv aufbewahrt.

## Wirken
Ernst Werndl widmete sein Leben dem Erfindertum. Manche Jahre ging er keiner geregelten Beschäftigung nach – in den Steyr-Werken wiederum wollte er sich keinem geregelten Arbeitsablauf unterordnen. Seinen Lebensunterhalt bestritt er zeitweise nur von dem, was seine Erfindungen einbrachten. Manche konnte er bereits früh bei den Unternehmen anbringen, die ihn beschäftigten.
Sein erstes Patent meldete Ernst Werndl 1910 beim Patentamt in Wien an: ein „elektrisch gesteuertes Ventil“. Unter den folgenden Erfindungen befand sich eines zur Flugzeugsteuerung, das von der US-amerikanischen Regierung angekauft wurde. Mehrere Erfindungen betreffen auch den Film oder verwandte Gebiete. Am 16. Februar 1914, einige Monate nachdem er in Berlin bei einem Vortrag von Eugen Reisz auf die „Lieben-Röhre“ aufmerksam wurde, notierte er in seinem Tagebuch das Prinzip der Lichttonaufzeichnung, die „mittels Lichtstrahlen auf einem Kinematographenfilm“ erfolgen könne. Wie in weiteren Tagebucheinträgen zu erkennen ist, verfolgte er diesen Gedanken weiter und brachte auch die Selenzelle ins Spiel. Schließlich arbeitete er bei Siemens an der Entwicklung eines der ersten Tonfilmapparate mit.
Weitere Erfindungen Ernst Werndls zum Tonfilm waren 1919 ein „Mikrophonograph“ zur Aufzeichnung von langen Phonographenaufnahmen, ein Gerät zur Verhinderung des Flimmerns (1920), eine Idee zum Stereokino (1921), ein epidiaskopisch projizierbarer Papiertonfilm für den Hausgebrauch (1932) und Ideen zum Farbfilm (1933). In Österreich patentieren ließ er 1932 einen „Kontaktapparat für Musikinstrumente mit magnetelektronischer Tonerzeugung“ sowie 1936 gemeinsam mit Robert Pollak-Rudin ein „Verfahren zur Erzeugung von Tönen oder Klängen auf lichtelektrischem Wege“ und ein „Verfahren zur Tonerzeugung, insbesondere bei elektrischen Musikinstrumenten“. Werndl arbeitete von 1932 bis ca. 1934 in Wien bei dem Klavierfabrikanten Rudolf Stelzhammer an dessen elektromechanischer Orgel „Magneton“, von der aber nur ein einziges Versuchsexemplar gebaut wurde. Das Instrument erhielt 1935 den ersten Preis bei der elften „international exhibition of inventors“ in London.